# Espurio Veturio Craso Cicurino
Espurio Veturio Craso Cicurino  fue un político y militar romano del siglo V a. C. perteneciente a la gens Veturia. Tito Livio le da el nombre de Espurio Rutilio Craso.

## Familia
Craso Cicurino fue miembro de los Veturios Crasos, una de las ramas familiares de la gens Veturia. Fue hijo del decenviro Espurio Veturio Craso Cicurino.

## Tribunado consular
Ocupó el tribunado consular en el año 417 a. C., año que se destacó por los desórdenes civiles motivados por las propuestas de leyes agrarias.